# Bad Teacher - Una cattiva maestra
Bad Teacher - Una cattiva maestra (Bad Teacher) è un film del 2011 diretto da Jake Kasdan e con protagonisti Cameron Diaz, Justin Timberlake e Jason Segel.

## Trama
Elizabeth Halsey è un'insegnante, che in realtà aspira a vivere da mantenuta, alla John Adams Middle School di Chicago. Beve alcolici, fuma marijuana e fa in modo che, durante la lezione, la classe guardi film in modo da poter dormire. Ha in programma di sposare il suo ricco fidanzato, ma lui la lascia. Decide allora di conquistare il ricco supplente Scott Delacorte. Anche la sua collega devota ed entusiasta Amy Squirrel lo vuole mentre Elizabeth rifiuta le avances dell'insegnante di ginnastica della scuola, Russell Gettis.
Elizabeth ha in programma di farsi allargare il seno e diventa più motivata a farlo dopo aver visto che l'ex ragazza di Scott ne aveva uno prosperoso. Tuttavia, non può permettersi l'operazione, così inizia a raccogliere fondi durante il servizio di autolavaggio della seconda media con l'utilizzo di abbigliamento provocante e mosse sensuali, manipolando i genitori per farsi dare i soldi per il materiale scolastico che poi intasca e con il tutoraggio illegale, ma i suoi sforzi non sono sufficienti. Amy informa il preside dell'appropriazione indebita di Elizabeth, ma lui respinge le sue affermazioni quando non ne vengono fornite prove a sostegno. Scott si rivela e ammette di essere attratto da Amy e dichiara che gli piace Elizabeth solo come amica.
Scoprendo che l'insegnante della classe con i punteggi più alti al test di stato riceverà un bonus di $ 5.700, Elizabeth decide di cambiare il suo stile di insegnamento, costringendo la classe a studiare intensamente. Ruba poi le risposte del test di stato impersonando un giornalista e seducendo Carl Halabi, un professore di stato incaricato di creare e distribuire gli esami. Un mese dopo Elizabeth vince il bonus, raccogliendo così fondi necessari e prenota l'intervento al seno.
Quando Elizabeth scopre che Amy e Scott stanno per accompagnare un'imminente gita scolastica, spalma una mela con edera velenosa e la lascia per Amy, che le causa delle vesciche che le coprono il viso e non può più partire. Durante il viaggio, Elizabeth seduce Scott. Tornata dopo che il suo studente Garrett è stato preso in giro dai suoi compagni di classe per aver confessato un'attrazione non corrisposta per una ragazza superficiale, che le ricorda se stessa, Elizabeth lo consola e lo aiuta a rendersi popolare.
Di ritorno a scuola, Amy scambia la scrivania di Elizabeth con la sua per indurre il custode ad aprire il cassetto sigillato di Elizabeth. Le prove che Amy trova la portano a sospettare che Elizabeth abbia barato all'esame di stato. Amy informa il preside e convince Carl a testimoniare contro di lei. Tuttavia, Elizabeth ha scattato foto imbarazzanti di Carl mentre era drogato e le usa per ricattarlo per dire che è innocente. Essendo stata informata che il suo banco è stato cambiato, Elizabeth afferma che gli insegnanti della scuola fanno uso di droghe. Quando la polizia porta un cane da fiuto per perquisire la scuola, trovano le mini bottiglie di liquore di Elizabeth, la marijuana e "OxyContin" pillole nell'aula di Amy, sulla scrivania di Elizabeth, portando Amy ad essere arrestata e trasferita in un'altra scuola dal sovrintendente. Scott chiede a Elizabeth di ricominciare da capo, ma lei lo rifiuta a favore di Russell.
Quando inizia il nuovo anno scolastico, Elizabeth é diversa. È più gentile con i suoi colleghi, ha iniziato una relazione con Russell e non si è fatta allargare il seno. Ha anche una nuova posizione come consulente per l'orientamento.

## Produzione
La sceneggiatura del film (scritta da Gene Stupnitsky e Lee Eisenberg) è stata acquistata da Columbia Pictures nell'agosto 2008. Nel maggio 2009 il regista Jake Kasdan venne scelto per dirigere il film e nel dicembre dello stesso anno Cameron Diaz venne scelta come protagonista del film. Justin Timberlake è stato scritturato nel marzo 2010 e le riprese del film sono incominciate nel mese successivo.
All'interno del film si sentono alcune note della colonna sonora di un altro film con ambientazione scolastica, ovvero Gangsta's Paradise già inserita nel film Pensieri pericolosi.

## Distribuzione
Il 22 febbraio 2011 è stato distribuito su Internet il primo trailer del film, mentre il trailer italiano è stato pubblicato il 14 giugno dello stesso anno. Nel trailer italiano il titolo del film viene indicato come Bad Teacher - Una prof da sballo. Successivamente è stato distribuito anche un secondo trailer in italiano in cui viene indicato il titolo con cui il film è stato distribuito nei cinema.
Il film è uscito in anteprima nelle sale britanniche il 17 giugno 2011, mentre negli Stati Uniti è stato distribuito dal 24 giugno. In Italia è stato distribuito a partire dal 31 agosto.
A partire dal 14 dicembre 2011 il film è stato distribuito in Italia su supporti DVD e Blu-ray Disc.

## Altri media

### Serie televisiva
Il 5 ottobre 2012 la rete televisiva statunitense CBS annunciò di essere al lavoro per adattare il film in una serie televisiva e di aver affidato il compito di sceneggiatrice a Hilary Winston. Agli sceneggiatori del film Gene Stupnitsky e Lee Eisenberg venne inoltre affidato il ruolo di produttori. Il 23 gennaio 2013 CBS ordinò la creazione di un episodio pilota della serie e il 22 maggio dello stesso anno il canale diede il via libera alla creazione di una prima stagione con protagonista l'attrice Ari Graynor nel ruolo che era stato di Cameron Diaz. Dopo i primi tre episodi trasmessi a partire dal 24 aprile 2014, la CBS decise di cancellare la serie.

## Sequel
Il 20 giugno 2013 venne annunciato che la Columbia Pictures avrebbe prodotto un sequel del film. Il film verrà nuovamente diretto da Jake Kasdan mentre la sceneggiatura è stata affidata a Justin Malen. Jimmy Miller, Jake Kasdan, Lee Eisenberg e Gene Stupnitsky saranno i produttori mentre Melvin Mar sarà il produttore esecutivo.

## Riconoscimenti
- 2011 - Teen Choice Awards
  - Miglior film commedia